# Željeznička elektrifikacija

Željeznička elektrifikacija daje napajanje željezničkom pogonskom vozilu (lokomotivi ili koju koristi motorni vlak). Elektrifikacija željeznice ima puno prednosti, ali zahtjeva velika ulaganja u instalaciju.

## Karakteristika električne vuče
Glavna karakteristika je bolji odnos snaga prema težini nego oblici vuče kao dizelska ili parna.

## Vrste napajanja
- istosmjerno
- izmjenično

### Naponi
Najčešće korišteni naponi su navedeni u tablici:
| Sustav elektrifikacije | Najmanji nestalni napon | Najmanji stalni napon | Nazivni napon | Najveći stalni napon | Najveći nestalni napon |
| ---------------------- | ----------------------- | --------------------- | ------------- | -------------------- | ---------------------- |
| 600 V DC               | 400 V                   | 400 V                 | 600 V         | 720 V                | 800 V                  |
| 750 V DC               | 500 V                   | 500 V                 | 750 V         | 900 V                | 1 000 V                |
| 1 500 V DC             | 1 000 V                 | 1 000 V               | 1 500 V       | 1 800 V              | 1 950 V                |
| 3 000 V DC             | 2 000 V                 | 2 000 V               | 3 000 V       | 3 600 V              | 3 900 V                |
| 15 000 V AC, 16⅔ Hz    | 11 000 V                | 12 000 V              | 15 000 V      | 17 250 V             | 18 000 V               |
| 25 000 V AC, 50 Hz     | 17 500 V                | 19 000 V              | 25 000 V      | 27 500 V             | 29 000 V               |

### Zračni vod (Kontaktna mreža)
Sastoji se od sajle, koja je napeta između konzola, a nalazi se iznad vozila. 
Načinjena je na principu jedne ili više nadzemnih vodiča, koji imaju veliki električni potencijal svojim spojem na napojne električne stanice u redovitim razmacima. Napojne stanice se obično napajaju iz mreže viskog napona.

### Uključivanje i isključivanje
Napon se u kontaktnu mrežu (naponski zračni vod) dovodi preko rastavljača. Vizualno je vidljivo stanje rastavljača (uključeno napajanje ili isključeno napajanje), što je važno zbog sigurnosnih razloga.

#### Paralelne nadzemne prijenosne linije
Električni krug treba barem dva vodiča. Tramvaji i željeznica koriste kontaktnu mrežu kao jednu stranu sklopa i čelične tračnice kao drugu stranu. Za trolejbuse ne postoje tračnice koje bi mogle vraćati povratnu struju preko guma vozila i normalne cestovne podloge. Trolejbusi koriste drugi paralelni vodič za povrat.

#### Napetost
Kontaktna mreža drži se mehanički napetom zato što kontakt vozila u vožnji uzrokuje oscilacije u žici. Te oscilacije mogu prouzročiti loš kontakt, iskrenje, i dovesti do trganja kontaktne mreže.

#### Oduzimači struje
Oduzimači struje su naprave, kojima vozilo dotiče kontaktnu mrežu, a služe za zatvaranje strujnog kruga.
- Trola
- Lira
- Pantograf

##### Trola
Trola, ili eng. trolley je dobio naziv po jednim terminu iz ribolova.
To je bila prva naprava za oduzimanje struje.

##### Lira
Lira se najčešće koristi kod tramvaja. Rijetko kod elektrificirane željeznice.

##### Pantograf
Pantograf je sljedeći razvojni korak lire. Za razliku od trole i lire, koji se mogu koristiti samo u jednom smjeru (unazad od smjera vožnje), pantograf je naprava koja kombinira princip kontakta trenja sa škarastom mehanikom. On se pomoću opruge čvrsto pritišće prema gore.
Postoje i laktasti pantografi, koji su novijeg razvojnog stupnja. Fleksibilniji su i jednostavnije konstukcije.
Za željeznice velike brzine se koristi isključivo pantograf kao oduzimač struje. Zbog velike brzine, potrebno je jače napeti kontaktnu mrežu (teži utezi) i povećati pritisak pantografa na nju.
Dolazi do većih vibracija prvi velikim brzinama, te bi moglo doći do gubljenja kontakta pantografa i kontaktne mreže. To bi izazivalo iskrenje. Također, veća napetost je potrebna, jer bi inače silovite vibracije i sile mogle dovesti to kidanja mreže.
Obično se kod ove vlakova izvedbe koristi laktasti pantograf, i najčešće po jedan po cijeloj kompoziciji vlaka, baš zbog velikih sila. Ostatak vlaka se opskrbljuje visokonaponskim kabelima, koji vode od pantografa uzduž vlaka.
Vlak Eurostar je iznimka, i ima dva pantografa. To je moguće zbog njegove velike dužine, i zato što je građen simetrično, pa se može rastaviti u dva poluvlaka u slučaju nužde u Eurotunelu.

##### Višepolni oduzimači struje
Za posebne namjene su se koristili ili se još koriste, posebni oduzimači struje.
- Siemensov pokusni elektromotorni vlak za trofaznu struju, 1903
- Dupli oduzimači vlaka "Jungfraubahn" za dvopolnu kontaktnu mrežu

### Treća šina
Napon se nalazi na posebnoj šini, koja je paralelna s dvije šine, po kojima se kreće željezničko vozilo.
Ovakav način je opasniji za živa bića, koja svojim tijelom zatvore strujni krug, te može doći do električnog udara.
Zbog toga se izvode i kao izolirane s gornje strane i strana, a oduzimač struje za vozilo se može nalaziti i s donje strane.
Zbog toga se ne koristi za velike napone.
Prednost je vizualni izgled (nema visoko razapete žice) i relativna jeftinoća.
Kod križanja u cestvonom nivou i na mjestima skretnica se nalazi praznina, pa neka vozila imaju više od jednog oduzimača struje, kako bi se prešla takva praznina.
Ovakvi sustavi elektrifikacije se najčešće koriste kod prigradske i podzemne željeznice, jer se pri većim udaljenostima gubi previše napona, uvjetovano malim naponom u njima.

#### Oduzimači struje za treću šinu
Oduzimanje struje sa šinje je lakše zbog masivnosti šinje i manjoj podložnosti vibracijama, te većoj kontaktnoj površini.
Pri tome je moguć kontakt s gornje, donje ili sa strane.
Iz sigurnosnih razloga se gornji dio šine u nekim sustavima izolira, te se koristi oduzimanje sa strane ili odzdo.
Zbog magnetskih utjecaja i moguće interakcije s okolišem, u trećoj šini su naponi redovito manji od 1500V (osim nekoliko iznimki), ali se najčešće koristi 600-750V. Za sve veće napone je sigurnija kontaktna mreža.

### Četvrta šina
Posebna vrsta, koja napon ima između dvije šine. Ovaj način se koristi, kada struja ne smije doći na cijevi kanalizacije i vodovoda (u podzemlju). Ovakav sustav koristi "Londonski Tube".

## Vanjske poveznice
- Elektrifikacija na željeznici
- Elektrifikacija  Arhivirana inačica izvorne stranice od 7. prosinca 2008. (Wayback Machine)